# 馬尤蓋區
馬尤蓋區是非洲中部國家烏干達的111個區之一，由東部區負責管轄，首府是馬尤蓋，海拔高度1,350米，總面積9,948.6平方公里，距離金賈約38公里，主要的經濟產業是自給農業和捕魚業，2010年人口估計為407,300。

## 外部連結
- Mayuge District Homepage
- Mayuge District Information Portal （页面存档备份，存于）

00°20′N 33°30′E / 0.333°N 33.500°E